# Marco Richiedei
Marco Richiedei (né à la fin du XVIe siècle à Bergame et décédé vers 1647) est un peintre italien.

## Biographie

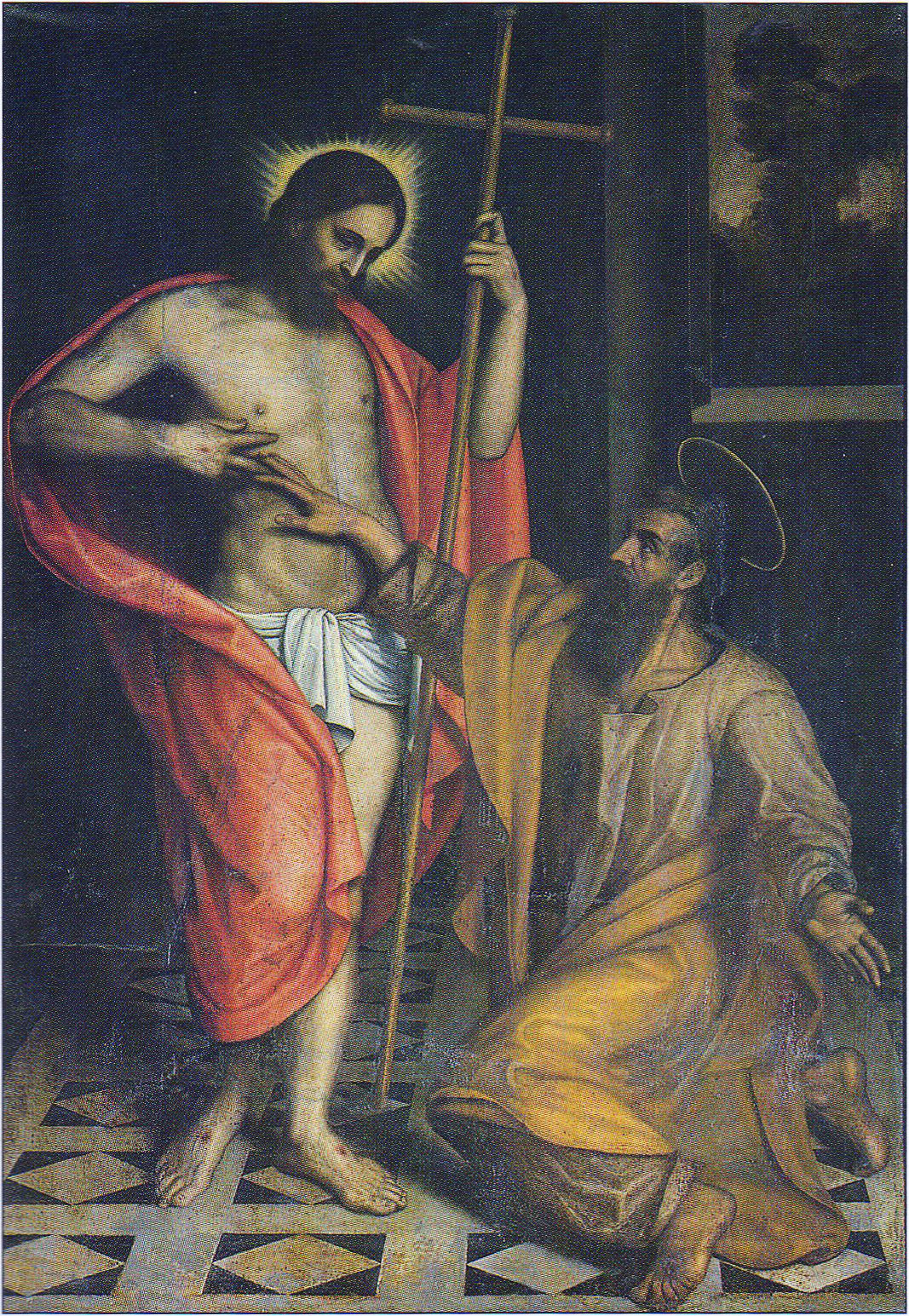
L'Incredulità di san Tommaso de Marco Richiedei.

Bernardino Faino, dans son commentaire sur l'Incredulità di san Tommaso de l'église Saint-Thomas de Brescia au milieu du XVIIe siècle, précise que Richiedei est « pittor Bergamascho », information que l'on ne trouve que dans cette source et qui doit encore être prise en considération. Les archives ne fournissent aucune information sur ce peintre : Stefano Fenaroli, en 1877, fixe arbitrairement sa date de naissance à 1565, et affirme qu'il est encore en activité en 1627.
En 1931, cependant, une toile représentant il Martirio di santa Lucia (en français : « le Martyre de sainte Lucie ») dans l'église du Paradiso de Clusone est découverte. Sur le retable en bois d'origine qui l'abrite, la date de 1647 est gravée, bien au-delà de la date fixée par Fenaroli. En 1946, Camillo Boselli remanie la chronologie de Richiedei, et enrichit le catalogue de sa production avec le petit Rencontre de Jésus et Marie de la pinacothèque Tosio Martinengo et il Martirio di santa Lucia dans l'église de Sant'Agata, proposant les dates limites 1520-1580 dans le but de rétablir une plus grande proximité avec Moretto, déjà évidente dans L'Incrédulité et désormais renforcée par le tableau de la Tosio Martinengo qui lui est attribué.
La proposition de Boselli est toutefois invalidée dans la seconde moitié du XXe siècle avec la découverte d'une œuvre inédite, appartenant à une collection privée, représentant la Visita dei Magi (en français : « Visite des Mages »), signée « Marcvs Richidevs Faciebat » et datée de 1613. C'est donc cette date qui doit être considérée comme la première référence pour l'activité de Richiedei, qui serait avancée de quelques décennies par rapport à ce qu'avait avancé Boselli.

## Style artistique
La première critique moderne sur le peintre est fournie par Nicoli Cristiani en 1807, qui le définit comme « d'une manière très douce et bien unie », probablement sur la base de Francesco Paglia qui, dans la seconde moitié du XVIIe siècle, loue la « manière douce » et « l'unité naturelle » de l'Incredulità di san Tommaso. Le commentaire de Francesco Maccarinelli en 1747 est également positif selon lequel « bien qu'il n'y ait pas d'autres œuvres de Marco Richiedo dans cette ville qui contestent sa vertu dans le maniement du pinceau, celle de cet oratoire [concernant toujours l'Incredulità di san Tommaso] est un témoignage très clair de sa rapidité à peindre et à travailler ses toiles avec ses couleurs industrielles ».

## Œuvres
- Incredulità di san Tommaso, début du XVIIe siècle, Brescia, église de Santi Faustino e Giovita.
- Incontro di Gesù con Maria, Brescia, pinacothèque Tosio Martinengo.
- Martirio di santa Lucia, Brescia, église di Sant'Agata.
- Visita dei Magi, 1613, Brescia, collection personnelle.
- Martirio di santa Lucia, 1647, Clusone, église della Beata Vergine del Paradiso.